# Izvárine
Izvárine (en ucraniano: Ізварине; en ruso: Изварино, romanizado: Izvárino) es un asentamiento urbano ucraniano perteneciente al óblast de Lugansk. Situado en el este del país, hasta 2020 era parte del raión de Sorókine, pero hoy es parte del raión de Dovzhansk y del municipio (hromada) de Sorókine. Sin embargo, según el sistema administrativo ruso que ocupa y controla la región, Izvárine sigue perteneciendo al raión de Krasnodón. 
El asentamiento se encuentra ocupado por Rusia desde la guerra del Dombás, siendo administrado como parte de la de facto República Popular de Lugansk y luego ilegalmente integrado en Rusia como parte de la República Popular de Lugansk rusa.

## Geografía
Izvárine está situado en la margen izquierda del río Velika Kámianka, 10 km al este de Sorókine y 55 km al suroeste de Lugansk. En frente de Izvárine se encuentra la ciudad rusa de Donetsk en el óblast de Rostov.

## Historia
Izvárine fue fundado en 1914 en el territorio del ejército cosaco del Don como un pueblo minero. Los primeros pobladores fueron campesinos rusos y ucranianos, así como varios chinos reclutados para la mina. 
En enero-febrero de 1918, durante la guerra civil rusa, Izvárine fue capturado por contingentes bolcheviques. En abril de 1918, Izvárine fue capturado por los cosacos del Don, quienes dispararon contra los líderes bolcheviques hostiles a la República Popular de Kubán. Sin embargo, los bocheviques consiguieron recuperar el pueblo.
El pueblo tiene el estatus de asentamiento de tipo urbano desde 1938.
Después de la declaración de independencia de Ucrania, el pueblo terminó en la zona fronteriza entre Ucrania y Rusia, aquí se instaló un puesto de control en la frontera con Rusia.
En 2014, durante la guerra del Dombás, los separatistas prorrusos tomaron el control de Izvárine y desde entonces está controlado por la autoproclamada República Popular de Lugansk. El puesto fronterizo se convirtió en parte de la lucha entre el Servicio Estatal de Guardia Fronteriza de Ucrania y los insurgentes prorrusos afiliados a la República Popular de Lugansk durante los crecientes disturbios en Ucrania tras la revolución ucraniana de 2014. La Guardia Fronteriza fue abrumada por los insurgentes el 20 de junio de 2014 y se vio obligada a retirarse a territorio ruso, donde muchos guardias fueron capturados y luego devueltos a Ucrania. A fines de junio de 2014, la RPL había anunciado su control total del puesto fronterizo. Según los informes, el punto fronterizo sería utilizado por los insurgentes como un enlace vital para los suministros y refuerzos de Rusia.
Dos personas murieron cuando un Antonov An-26 de la Fuerza Aérea Ucraniana fue derribado el 14 de julio de 2014 sobre Izvárine. El 22 de agosto de 2014, según la OSCE, alrededor de un centenar de casi 300 camiones de un “convoy de ayuda” ruso cruzaron la frontera con Ucrania cerca de Izvárine sin el consentimiento del gobierno ucraniano y de la Cruz Roja, lo que Ucrania describió como un “convoy de invasión”, una violación de la soberanía ucraniana y una “violación del derecho internacional”.

## Demografía
La evolución de la población de Izvárine entre 1989 y 2022 fue la siguiente:
| 5483                                                          | 2935 | 2091 | 1755 | 1692 | 1567 | 1560 |
| (Fuente: Cities & Towns of Ukraine y UKRAINE: Größere Städte) |      |      |      |      |      |      |

Según el censo de 2001, la lengua materna de la mayoría de los habitantes, el 94,88%, es el ruso; del 4,16% es el ucraniano.

## Infraestructura

### Transporte
En el asentamiento hay un puesto de control de la frontera con Rusia y pasa por allí la carretera E-40. En el cruce fronterizo hay instalaciones en el cruce para automóviles, camiones y trenes.

## Personas ilustres
- Liubov Shevtsova (1924-1943): partisana soviética y miembro de la Joven Guardia,